# Golpe de Estado na Guatemala em 1954
O golpe de Estado na Guatemala em 1954 foi uma operação denominada PBSUCESS organizada pela CIA para derrubar Jacobo Árbenz Guzmán, o presidente democraticamente eleito da Guatemala. O governo Árbenz introduziu uma série de reformas que a inteligência americana considerou como atribuídos aos comunistas e de influência soviética, como a apreensão e expropriação de terras não utilizadas que corporações privadas retiradas há muito tempo, e distribuição dessas terras para camponeses. Este foi o primeiro golpe de estado promovido pela CIA na América Latina.
Isso fomentou o receio nos Estados Unidos de que a Guatemala se tornaria o que Allen Dulles chamou de "uma praia soviética na América" (uma posição inimiga para a invasão). Esta situação criou um impacto na CIA e na administração Dwight D. Eisenhower durante a época do Macarthismo. O presidente Árbenz promulgou essencialmente uma reforma agrária que antagonizava a multinacional norte-americana United Fruit Company, com interesses oligárquicos e influências na Guatemala, através de "lobbyings" nos Estados Unidos.
A operação, que durou apenas a partir de finais de 1953-1954, foi planejada para armar e treinar para um "exército de libertação" assumir o país, com cerca de quatrocentos rebeldes sob o comando de um oficial exilado do exército guatemalteco o coronel Carlos Castillo Armas com uma coordenação ardil do complexo diplomático, económico e propaganda em grande parte experimental. A invasão foi precedida de um plano a partir de 1951, chamado Operação PBFORTUNE para financiar e fornecer armas e suprimentos para as forças opostas ao presidente. Após a invasão a Operação PBHISTORY, a fim de dedicar-se à recolha de documentos para incriminar o governo Árbenz de fantoche comunista.
Ao longo das próximas quatro décadas após a derrubada de Árbenz, a sucessão de governantes militares iria criar uma guerra de contra-insurgência, que desestabilizou a sociedade guatemalteca. A violência causou a morte e o desaparecimento de mais de 140 mil guatemaltecos, e alguns ativistas dos direitos humanos, coloca o número de mortes tão elevado como 250 mil. Em etapas posteriores deste conflito a CIA tentou, com algum sucesso reduzir as violações dos direitos humanos e parou um golpe em 1993 e ajudou a restaurar o regime democrático.